# Francisco Riopardense de Macedo
Francisco Riopardense de Macedo (Porto Alegre, 28 de janeiro de 1921 — Porto Alegre, 29 de dezembro de 2007) foi um historiador, paisagista, poeta, urbanista, artista plástico, arquiteto e engenheiro brasileiro.

## Biografia
Era formado em engenharia e urbanismo pela Universidade Federal do Rio Grande do Sul (UFRGS), onde também lecionou História da Arte, História das Ciências e História dos Espaços Abertos.
Trabalhou na Secretaria Estadual de Obras, foi diretor do Arquivo Histórico do Rio Grande do Sul , membro da Sociedade de Engenharia do Rio Grande do Sul, membro do Instituto de Arquitetos do Brasil, membro do Instituto Riograndense de Artes Plásticas Francisco Lisboa e membro do Instituto Histórico e Geográfico do Rio Grande do Sul.
Uma das suas principais pesquisas destinava-se a unir arquitetura e artes plásticas. Foi ele quem definiu a data da fundação de Porto Alegre, sendo suas pesquisas sempre rigidamente baseadas em documentos. Também pesquisou a Revolução Farroupilha, a formação urbana do Rio Grande do Sul e a imprensa gaúcha e brasileira.

## Algumas obras
- 1961 - Rembrant (monografia)
- 1968 - Porto Alegre: origem e crescimento
- 1973 - História e vida da cidade
- 1975 - Ingleses no Rio Grande do Sul
- 1978 - O Solar do Almirante
- 1984 - A arquitetura no Brasil e Araújo Porto alegre
- 1991 - Bento Gonçalves (biografia)
- 1993 - História de Porto Alegre
- 1996 - Lições da Revolução Farroupilha